# Calloides bicolor
Calloides bicolor är en skalbaggsart som beskrevs av Pu 1991. Calloides bicolor ingår i släktet Calloides och familjen långhorningar. Inga underarter finns listade.